# Luis XV (banda)
Luis XV fue una banda de rock argentina que se formó en Buenos Aires en 1987.
En su primera etapa el grupo estaba integrado por Toshiro Yamauchi (voz, frontman), Adrian Placenti (teclados, composición), Diego Cosentino (batería), Hugo Guzmán (bajo) y Juan Gaddi (guitarra). Debutaron públicamente en agosto de 1988, en Mediomundo Varieté de la Av. Corrientes al 1800. Al año siguiente la radio Rock&Pop elige como el "Demo del año" la canción "Me enamoré de una morocha". Álvaro Villagra (Ingeniero de grabación de las más importantes bandas de rock de Argentina) le ofrece grabar su primer disco: "Volveré y seré sillones". Se comenzó a grabar en 1990 en los estudios Sonovisión de Buenos Aires, y ese mismo año y con la colaboración del Estudio Fotográfico Wolf-Esmoris, se filmó un videoclip del hit "Me enamoré...". A partir de estos eventos Luis XV fue invitado infinidad de programas de radio y televisión.
En el año 1992 participó del Festival Internacional "Les Allumnes", en la ciudad de Nantes, Francia, junto a Charly García y La Portuaria entre otros.

## Discografía oficial
- Volveré y seré sillones (1990)